# Базальна мембрана

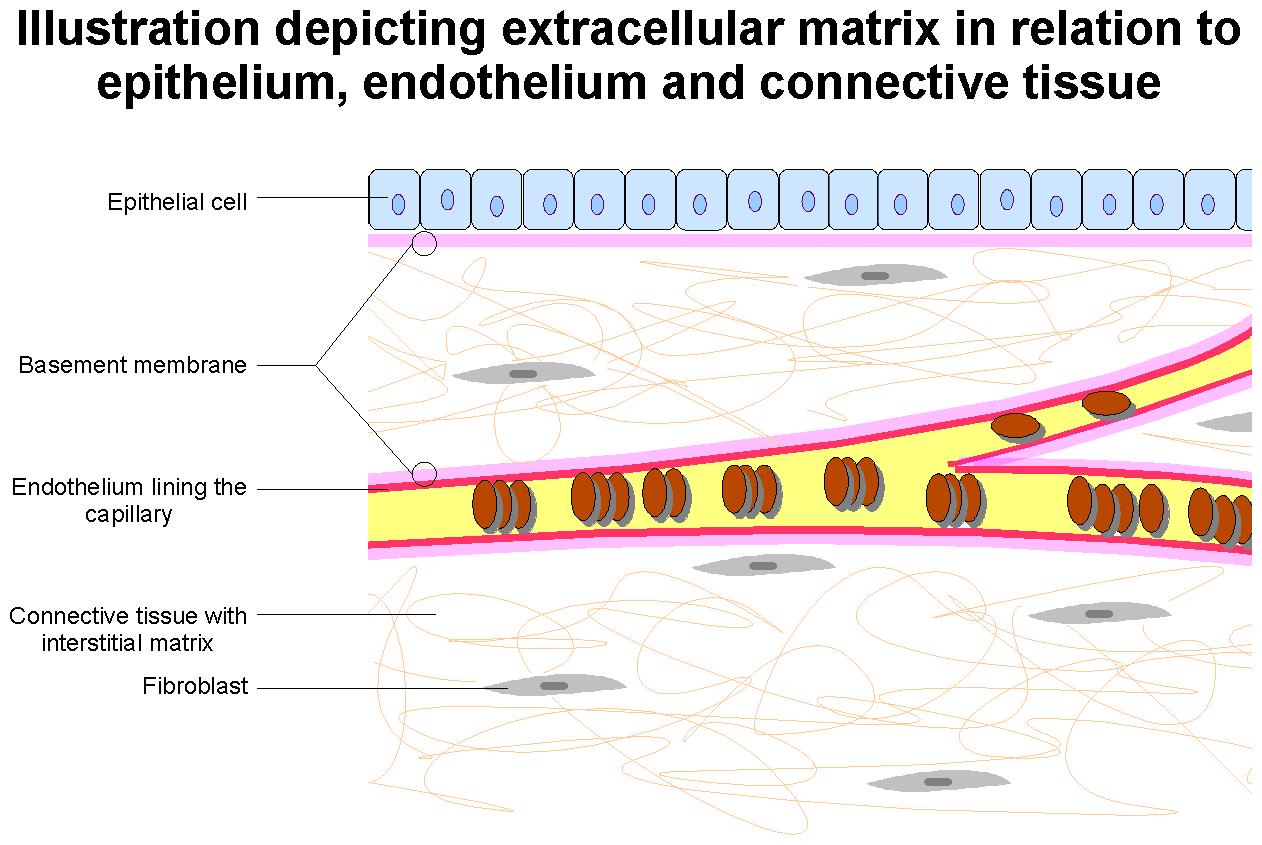
Розміщення базальної мембрани (рожевого кольору) по відношенні до епітелію шкіри і ендотелію судин.

Базальна мембрана, основна мембрана — тонкий шар волокон, що залягає під епітелієм (вистеляє порожнини і поверхні тіла) чи ендотелієм (вистеляє внутрішні поверхні кровоносних судин).
Базальну мембрану часто плутають з базальною пластинкою, яка є частиною базальної мембрани і була відкрита пізніше при розгляданні базальної мембрани під електронним мікроскопом. Фактично під поняттям базальної мембрани слід розуміти саме базальну пластинку. Під світловим мікроскопом можна побачити лише базальну мембрану.

## Будова
Базальна мембрана (лат. membrana basalis) утворюється при зливанні двошарової базальної пластинки (lamina basalis) і ретикулярної пластинки (lamina reticularis). Під світловим мікроскопом має вигляд однорідного шару. Базальна пластинка прикріплюється до ретикулярної пластинки за допомогою фіксуючих волокон колаген IV і мікрофібрил (фібрилін).
Базальну пластинку своєю чергою можна поділити на два шари:
- світла пластинка (lamina lucida) межує з епітеліальними клітинами;
- темна пластинка межує (lamina densa) зі сполучною тканиною.

Під електронним мікроскопом темна пластинка має товщину 30-70 нм і складається з сітки колагенових волокон типу IV. Колагенові волокна оповиті перлеканом, який являє собою глікозаміноглікан гепарансульфат. Світла пластинка утворена з ламініну, інтегринів, енактину, дистрогліканів)
Для кращого розуміння будови базальної мембрани шари впорядковано таким чином:
- Епітеліальна тканина (ззовні)

- Базальна мембрана
  - Базальна пластинка
    - Світла пластинка
      - ламінін
      - інтегрин
      - енактин
      - дистроглікани

    - Темна пластинка
      - колаген IV (сполучені з перлеканом, багаті на гепарансульфат)

  - Скріплюючі білки (між базальною і ретикулярною пластинкою)
    - колаген VII тип (скріплюючі волокна)
    - фібрилін

  - Ретикулярна пластинка
    - колаген III

- Сполучна тканина (всередині)

## Функції
- Основною функцією базальної мембрани є фіксація епітелію до нижче розміщеної сполучної тканини. Це досягається через клітинно-матриксну адгезію за допомогою адгезивних (скріплюючих) білків, присутніх в базальній мембрані.
- Базальна мембрана діє як механічний бар'єр, попереджуючи на ранніх стадіях розповсюдження пухлин в глибші тканини (карцинома in situ).[3]
- Базальна мембрана має велике значення в ангіогенезі (утворення нових кровоносних судин).
- Білки базальної мембрани можуть пришвидшувати диференціацію епітеліальних клітин.[4]
- Через базальну мембрану проходить постачання поживних речовин епітеліальним клітинам, оскільки ті не мають власних кровоносних судин.
- Епітеліальні клітини є поляризовані відносно базальної мембрани. Вони мають базальний (повернений в сторону базальної мембрани) і апікальний (повернений назовні) полюси.

## Приклади
Найбільш визначними прикладами базальної мембрани є:
- Гломерулярна базальна мембрана нирок, яка утворюється при зливанні базальної пластинки ендотелію гломерулярних капілярів і базальної пластинки епітеліальних клітин капсули Шумлянського-Боумена; через неї проходить фільтрація сечі.

- В легеневій тканині розташована базальна мембрана, утворена при зливанні базальної пластинки легеневих альвеол і легеневих капілярів, через які проходить дифузія кисню і вуглекислого газу.

## Клінічне значення
При поганому функціонуванні базальної мембрани можуть виникати певні захворювання. Причиною цього можуть бути генетичні дефекти, пошкодження власною імунною системою та інші механізми.
Генетичний дефект колагенових волокон базальної мембрани призводить до розвитку синдрому Альпорта.
Аутоімунна реакція до базальної мембрани виникає при синдромі Гудпасчера.
Захворювань, що розвиваються при порушенні функцій базальної мембрани об'єднані під назвою бульозного епідермолізу.